# Grazia
Grazia é uma revista feminina italiana, fundada em 1938 como parte da Arnoldo Mondadori Editore. Sediada em Milão, a publicação é também editada em outros idiomas e se mantém em circulação por mais de dez países. Em 2011, sua circulação na Itália girava em torno de 382 mil unidades; no mesmo período, foram distribuídas mais de 219 mil cópias no Reino Unido.